# Multiprotocol Label Switching
Multiprotocol Label Switching (amb acrònim MPLS) és un protocol estàndard de transport de dades creat per l''IETF i definit a la recomanació RFC 3031. MLS opera entre la capa d'enllaç de dades i la capa de xarxa. MPLS va reemplaçar els protocols Frame Relay i ATM com a tecnologia de transmissió de dades a alta velocitat mercès a la seva capacitat d'encapsular paquets de dades de diferents protocols de xarxa (Multiprotocol) incloent-hi T1/E1, ATM, Frame Relay i DSL.

Fig.1 Arquitectura MPLS

## Arquitectura MPLS
- Dispositius : (vegeu Fig.1)
  - LER (Label Edge Router o encaminador frontera d'etiquetat) : element que inicia o acaba el túnel (extrau i introdueix capçaleres). És a dir, l'element d'entrada/sortida a la xarxa MPLS. Existeixen tan encaminadors d'entrada com de sortida de la xarxa. Ambdós solen anomenar-se router frontera, ja que es troben en els extrems de la xarxa MPLS.
  - LSR (Label Switching Router o encaminador de commutació d'etiquetes).
  - LSP (Label Switched Path o intercanvi de rutes per etiqueta) :  és a dir, del túnel MPLS establert entre els extrems. A tenir en compte que un LSP és unidireccional.
  - LDP (Label Distribution Protocol o protocol de distribució d'etiquetes) : un protocolo per a la distribució d'etiquetes MPLS entre els equips de la xarxa.
  - FEC (Forwarding Equivalence Class o classe d'equivalència de reenviament) :  nom que rep el tràfic que s'encamina sota una etiqueta. Subconjunt de paquets tractats de la mateixa manera pel commutador.

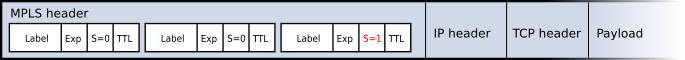
Fig.2 Paquet MPLS

- Capçalera MPLS (vegeu Fig.2)